# Manga Afternoon
 (septembre 2015).

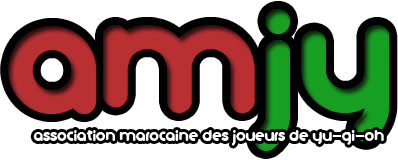
Logo de l'AMJY, ex-organisateur de la Manga Afternoon

La Manga Afternoon est la plus grande convention amateur marocaine sur la culture populaire japonaise qui se déroule à Casablanca et à Rabat créée par l'AMJY. Il s'agit d'une journée de rencontre culturelle consacrée aux Manga, aux jeux vidéo, aux anime, aux Cosplay, à la musique (J-pop, J-rock, traditionnel), aux jeunes artistes et créateurs marocains dans le thème du manga, et qui est également le lieu de rencontre des fans de culture japonaise et de jeux vidéo du Maroc et du Maghreb.
Après 6 ans d'absence, La Manga Afternoon est de retour pour l'organisation d'un grand événement prévu en 2025, et comprenant les qualificatifs de la World Cosplay Summit !

## Histoire
La Manga Afternoon a été créé par Amine N. en 2010 alors qu'il organisait un tournois Yugioh à la Maison de Jeunes El Hank à Casablanca, activité principale de son association à l'époque, l'AMJY, qu'il a créé dans ce sens. À la suite de sa rencontre avec Vocaliste du groupe de Jrock Marocain, les NANASHIS, il décida de faire un simple meeting de fans de culture manga et animé. La première édition n'était orientée que sur  l'animation japonaise : Plus de 2 heures d'Opening, un Quizz annulé, et des karaokés affichés sur des documents textes à l'écran, et dans les locaux même de la Maison de Jeunes El Hank à Casablanca.
Après plusieurs retours des fans présents lors de la première édition, et de toutes les suivantes, la Manga Afternoon n'a cessé d'améliorer son spectacle, de diversifier ses activités, et de prendre des salles plus grandes, ou bien d'inviter de grands artistes comme Lamia Cross, Nana Kitade mais aussi l'international japonais MIYAVI

## L'AMJY (ex-organisateur)
L'association Marocaine des Joueurs de Yu-Gi-Oh, créée en 2008 dans le but de promouvoir Yu-Gi-Oh sur le territoire marocain, n'a pas du tout prévu d'organiser la MANGA AFTERNOON. Un changement de statut de l'association lui a donné l'autorisation d'organiser des événements, et passe alors le cap de simple association de regroupement. En plus d'organiser des tournois Yu-Gi-Oh, l'AMJY gère plusieurs activités, dont la MANGA AFTERNOON, mais aussi des tournois Jeux vidéo, des rencontres de fans, et prochainement des Club de Manga.
Suivant l'évolution de ses événements, l'AMJY n'existe plus, et une nouvelle association a été créée pour l'organisation des prochaines événements de la MANGA AFTERNOON.

## Yoko, mascotte officielle
Yoko, la mascotte officielle de la Manga Afternoon, a été créée le 31 décembre 2012 par Ibtissam Nassr, une des mangaka et artiste les plus talentueuse au Maroc. Depuis sa création, Yoko ne cesse de faire des apparitions dans les événements de la Manga Afternoon, affiches, et même en cosplay.

## World Cosplay Summit Qualifiers (WCS)
À partir de 2025, la Manga Afternoon organisera les qualificatifs de la WORLD COSPLAY SUMMIT prévu au Japon en 2025, où deux cosplayeurs marocains seront envoyés pour représenter le Maroc dans la coupe du Monde de Cosplay.

## Extreme Cosplay Gathering (ECG)
À partir de 2026, la Manga Afternoon organisera les qualificatifs de l'Extreme Cosplay Gathering prévu à la Japan Expo de Paris en 2026, où entre un et quatre cosplayeurs marocains seront envoyés pour représenter le Maroc au plus grand événement cosplay d'Europe! 

## Éditions

### Manga Afternoon 1

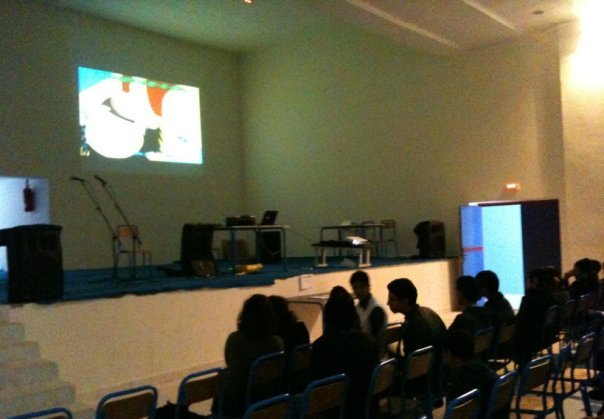
Première édition de la Manga Afternoon

- Première édition de la Manga AfternoonDates et lieu : 24 janvier 2010 à la maison de jeunes El Hank de Casablanca
- Visiteurs : 100
- Activités : Projection de Génériques de Mangas et Concours Karaoké

### Manga Afternoon 2
- Dates et lieu : 21 février 2010 à la maison de jeunes El Hank de Casablanca
- Visiteurs : 220
- Activités : Projection de Génériques de Mangas, Pièce de théâtre, Quizz public, Concours Karaokés, Cosplay

### Manga Afternoon 3
- Dates et lieu : 18 avril 2010 au théâtre Zefzaf à Casablanca
- Visiteurs : 320
- Invités : les Byoki no Otaku et les Nanashis
- Activités : Projection d'un épisode de manga Arabe, Concert de J-Rock, Pièce de théâtre, Quizz public, Concours Karaokés, Cosplay, Scènes Cosplay et Jeux vidéo

### Manga Afternoon 4
- Dates et lieu : 20 juin 2010 à la maison de jeunes El Hank de Casablanca
- Visiteurs : 220
- Invités : Medi1TV
- Activités : Quizz public, Concours Karaokés, Cosplay, Scènes Cosplay et Jeux vidéo

### Manga Afternoon 5
- Dates et lieu : 24 juillet 2010 au théâtre Zefzaf à Casablanca
- Visiteurs : 400
- Activités : Concert J-rock,Quizz public, Concours Karaokés, Cosplay, Scènes Cosplay et Jeux vidéo

### Manga Afternoon 6
- Dates et lieu : 19 septembre 2010 au théâtre Zefzaf à Casablanca
- Visiteurs : 350
- Invités : Team Zero
- Activités : Concert J-rock,Quizz public, Danses, Concours Karaokés, Cosplay, Scènes Cosplay et Jeux vidéo

### Manga Afternoon 7
- Dates et lieu : 7 novembre 2010 au théâtre Mohammed VI à Casablanca
- Visiteurs : 1550 (Entrée Gratuite)
- Invités : BS-Family
- Activités : Concert J-rock,Quizz public, Danses, Concours Karaokés, Cosplay, Scènes Cosplay et Jeux vidéo

### Manga Afternoon 8
- Dates et lieu : 23 janvier 2011 au théâtre Mohammed VI à Casablanca
- Visiteurs : 750
- Invités : Lamia Cross
- Activités : Concert J-rock,Quizz public, Danses, Concours Karaokés, Cosplay, Scènes Cosplay et Jeux vidéo

### Manga Afternoon 9 100% Jrock
- Dates et lieu : 24 avril 2011 au théâtre Touria Sekkat à Casablanca
- Visiteurs : 450
- Invités : Nana Kitade
- Activités : Concert J-rock, Danses

### Manga Afternoon 9 100% Cosplay
- Dates et lieu : 10 juillet 2011 au théâtre Touria Sekkat à Casablanca
- Visiteurs : 500
- Activités : Cosplay, Danses

### Manga Afternoon 10
- Dates et lieu : Samedi 30 juin et dimanche 1er juillet 2012 au théâtre Mohammed VI à Casablanca
- Visiteurs : 500
- Invités : Miyavi
- Activités : Stands professionnels,Jeux vidéo, Cosplay, Danses, Karaokés, Arts Martiaux, Concert des Byoki No Otaku et MIYAVI

### Chibi Manga Afternoon 1
- Dates et lieu : Dimanche 16 décembre 2012 à la Salle Bahnini à Rabat
- Visiteurs : 700
- Partenaires : Bishiland, Maroc Fighters et Asia is One
- Activités : Stands de ventes,Jeux vidéo, Cosplay, Danses, Karaokés, Concert des Byoki No Otaku

### Chibi Manga Afternoon 2
- Dates et lieu : Dimanche 17 février 2013 à la Salle Bahnini à Rabat
- Visiteurs : 800
- Partenaires : Bishiland, Maroc Fighters, Asia is One et DMK
- Exclusivité : Concert VOCALOID des Twins Prod
- Activités : Stands de ventes, Jeux vidéo, Cosplay, Danses, Karaokés, Concert des Byoki No Otaku

### Chibi Manga Afternoon 3
- Dates et lieu : Dimanche 7 juillet 2013 au Théâtre Ben Barka à Rabat
- Visiteurs : 800
- Partenaires : Idida, Maroc Fighters, Twins Prod, Otaku Shop, Kendi Charms, IfanJapan, A2 Posters
- Mangaka : Chiyao Chan, Hicham Kaidi, Ibtissam Nasr, Dounia Derfoufi et Fatine Aouiniya
- Exclusivité : Vente du premier tome de LOVE GAME
- Activités : Stands de ventes, Jeux vidéo, Cosplay, Danses, Karaokés, Concert des Byoki No Otaku, Concert Vocaloid

### Chibi Manga Afternoon 4
- Dates et lieu : Samedi 21 et dimanche 22 décembre 2013 au Théâtre Ben Barka à Rabat
- Visiteurs : 900
- Partenaires : Maroc Fighters, A2 Posters, The Twins Production, Otaku Shop, Ifan Japan et Kendi Charms
- Groupes Jrock : Nanashi, The Catharsis, Byoki No Otaku
- Activités : Stands de ventes, Jeux vidéo,Cosplay, Danses, Karaokés, Concert Jrock

### Otaku Market Rabat
- Dates et lieu : Dimanche 3 août 2014 à la Salle Allal AlFassi à Rabat
- Visiteurs : 1 000
- Partenaires : 14 exposants et Stand
- Groupes Jrock : The Catharsis et Byoki No Otaku
- Activités : Stands de ventes, Jeux vidéo,Cosplay, Danses, Karaokés, Concert Jrock

### Otaku Market Casablanca
- Dates et lieu : Dimanche 8 février 2015 au Théâtre Mohammed VI à Casablanca
- Visiteurs : 1 400
- Cosplay : 250
- Partenaires : 18 exposants et Stand
- Groupes Jrock : Nanashi, The Catharsis et Byoki No Otaku
- Activités : Stands de ventes, Jeux vidéo,Cosplay, Danses, Karaokés, Concert Jrock

### MANGAS & GAMING EXPO 2015 (3 édition au Morocco Mall, entre 2015 et 2017)[10]
- Dates et lieu : Entre 2015 et 2017 au Morocco Mall
- Organisateurs : Morocco Mall et Manga Afternoon
- Visiteurs : 150000
- Invités : KIKAKU ARTS, Transmission Dream, AniMaroc, Otaku Shop, Otaku Store, Madgeek
- Groupes Jrock : Byoki No Otaku, The Downstairs, The Catharsis, The Nanashi
- Nombre de cosplayeurs : 750
- Nombre de gamers : 9000
- Activités : 13 Ateliers et Stands, 8 tournois jeux vidéo, 4 concerts Jrock, 3 défilés cosplay

### WORLD COSPLAY SUMMIT QUALIFIERS 2025[11]
- Dates et lieu : Festival International du Cinéma d'Animation de Méknès les 17 et 18 Mai 2025
- Organisateurs : Manga Afternoon
- Vainqueurs de la WCS MOROCCO 2025 : Amira et Siirius [12]
- Visiteurs : 1450 sur deux jours
- VIP présent : Son Excellence Monsieur NAKATA MASAHIRO, Ambassadeur du Japon au Maroc, Madame Widad Chraibi, directrice du Festival International de Cinéma d’Animation de Meknès, ainsi que Monsieur Fabrice Mongiat, directeur délégué de l’Institut français de Meknès
- Invités : Pixel Cats, Club Nipponia, Taeris, Otaku ENSAM, GLITZ, Sushi Iki, Gotaku Mania, Asian Shop
- Groupes Jrock : The Nanashi
- Nombre de duo pour la compétition WCS : 7 duos
- Nombre de cosplayeur solo : 7
- Activités : Ateliers et Stands, compétition cosplay solo, et qualificatifs marocains pour la World Cosplay Summit

### Sources
(septembre 2015).
- (fr) Chaine 2M Maroc, Les Otakus Marocain sur la chaine Nationale 2M, 10 mars 2011
- (fr) L'Observateur Maroc, Les Otakus Marocains, Férus de Manga, 26 novembre 2010
- (fr) Au Fait Maroc Journal D'information, 6e édition de la "Manga Afternoon", 19 septembre 2010
- (fr) Blog Lgeek, La Japanimation, BANZAI
- (fr) Reportage MEDI1TV, Premier reportage sur la Manga Afternoon, 9 Novembre 2010
- (fr) Article La nouvelle tribune, La Chibi Manga Afternoon 1
- (fr) Brain Oil Factory reportage MA10, Reportage du collectif BRAIN OIL FACTORY durant la Manga Afternoon 10
- (fr) La Mangas & Gaming Expo au Morocco Mall, Communiqué officiel du Morocco Mall concernant la MGE2015